# Märta Silfverstedt
Märta Silfverstedt, gift Wallenstråle, född 26 februari 1740, död 11 december 1795, var en svensk skald. 
Silfverstedt var mor till Fredrik Frans Wallenstråle.
Märta Silfverstedt var ledamot av Kungliga Vetenskaps- och Vitterhetssamhället i Göteborg. Hon diktade om kvinnans ställning inom äktenskapet: "Då hon går i sin Brudstol, träder hon på ett fält, där hon har ett friare utrymme, både för sina dygder och laster" (1770).